# SMS Iltis (1898)
Pour les autres navires du même nom, voir SMS Iltis.
Le SMS Iltis est une canonnière célèbre de la marine impériale allemande qui fut mise à l'eau le 4 août 1898 et servit en Extrême-Orient.
Cette canonnière est la première de classe Iltis ; « Iltis » signifie putois en allemand. 
Les navires de la même classe étaient les SMS Jaguar, SMS Tiger, SMS Luchs, SMS Panther et SMS Eber. Elles étaient spécialement conçues pour les expéditions de l'Empire colonial allemand.

## Historique
La canonnière a été spécialement conçue pour les expéditions de l'Empire colonial allemand. Elle est construite par les établissements Schichau-Werke d'Elbing et lancée des chantiers navals de la Schichau-Werke à Dantzig, mise à l'eau en 1898 et armée le 1er décembre 1898. Elle quitte Kiel, le 6 février 1899 et ne retournera plus en Allemagne. Elle s'arrête à Falmouth, traverse le golfe de Biscaye, mais les mauvaises conditions de traversée l'oblige à demander de l'aide au vapeur anglais Port Darwin qui l'escorte, jusqu'à La Corogne. La canonnière passe ensuite le détroit de Gibraltar, traverse la Méditerranée, jusqu'à Port-Saïd, prend le canal de Suez, s'arrête à Aden, puis se dirige vers Ceylan et Penang. Elle y rencontre le vapeur allemand Prinz Heinrich qui rentre en Allemagne, à bord duquel se trouve la princesse Henri de Prusse (sœur de l'impératrice de Russie) qui revient d'une visite auprès de son époux, commandant de l'escadre allemande d'Extrême-Orient, qui croise en Chine.

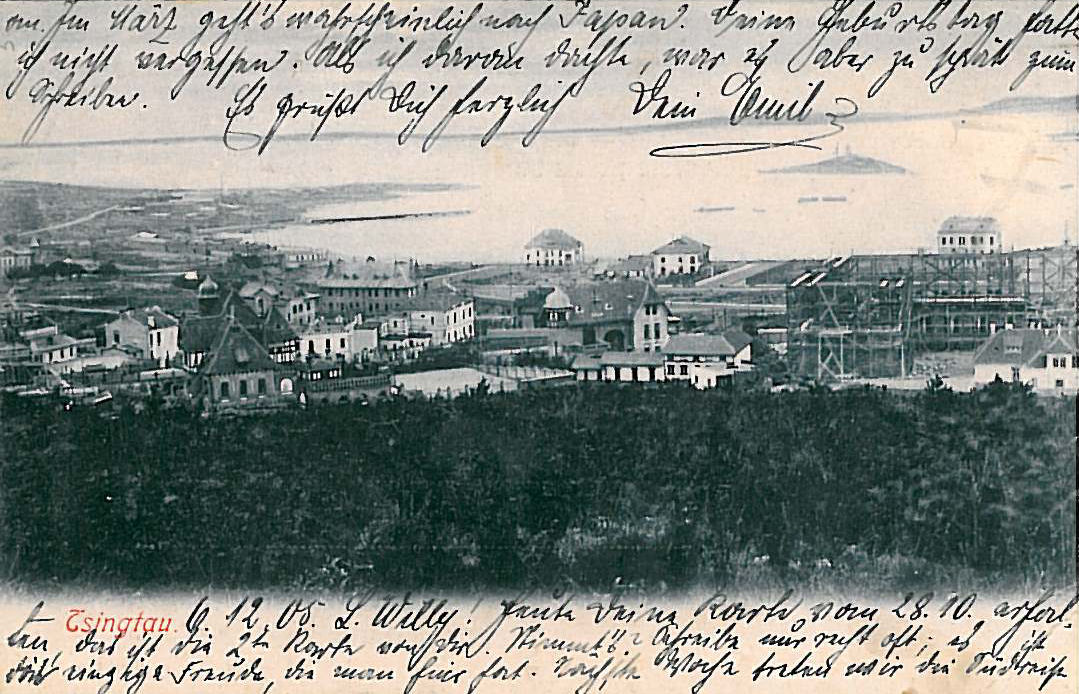
Vue de Tsingtao en 1906.

La canonnière SMS Iltis arrive enfin à Tsingtao (colonie allemande, sous le nom de Tsingtau), le 18 mai 1899. Elle prend part aux cérémonies de commémoration en l'honneur des 71 victimes de l'autre canonnière SMS Iltis (construite en 1878), pendant la prise de Tsingtao en 1896. Les salves sont tirées du promontoire du phare du cap Chantoung (Shandong aujourd'hui). La canonnière part ensuite pour Shanghai pour de courtes réparations, puis visite les ports russes et le port chinois concédé aux Russes de Port-Arthur. Elle retourne avec l'escadre allemande (Ostasiengeschwader) de Hakodate à Tsingtao. Au début de l'année 1900, elle s'arrête aux ports de Hong Kong, Canton et Macao, puis retourne au Japon, après avoir mouillé à Amoy. Le retour à Tsingtao se fait ensuite via Kōbe.

### Révolte des Boxers
La révolte des Boxers met la concession allemande de la baie de Kouy-Tchéou en état d'alerte, alors que, dans toutes les autres provinces où se trouvent des Européens, la révolte gronde. L'escadre allemande, commandée par le vice-amiral Bendemann, se rend au large du Peiho, dans le golfe de Pe-Tché-Li, afin de débarquer des troupes qui doivent se diriger vers Pékin, tandis que les abords du fleuve sont dégagés à la bataille des forts de Taku à laquelle la canonnière participe du côté allemand (des navires russes, anglais et japonais y combattent, ainsi qu'une canonnière française). On déplore sept morts allemands à bord, ainsi que onze blessés. Le commandant, le korvettenkapitän Wilhelm von Lans (de), doit se faire amputer d'une jambe. Le SMS Iltis est immobilisé pour réparations à Shanghai, puis reprend du service du 29 octobre au 15 avril à Hankéou pour surveiller le Yang-Tsé-Kiang.
C'est le seul bâtiment de la marine impériale allemande qui ait été décoré de l'ordre Pour le Mérite, en 1903.

### Service

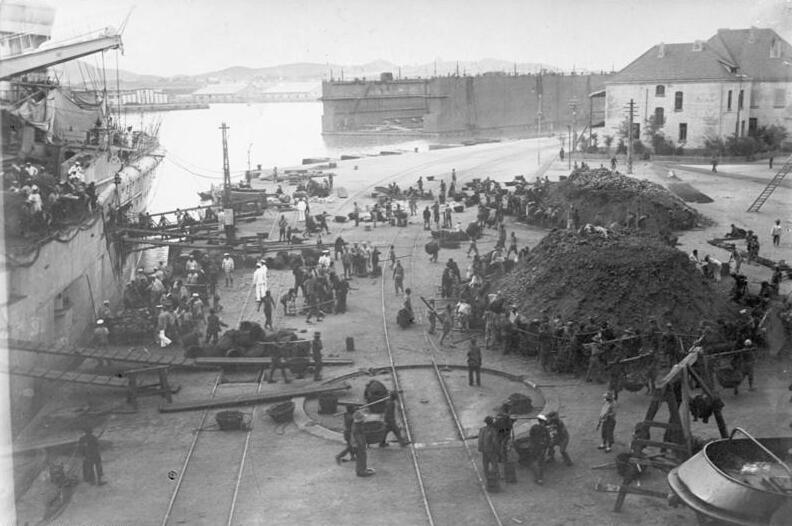
Chargement de charbon à l'arsenal de Tsingtau

La canonnière sert ensuite en Chine, dans différents ports et dans les concessions allemandes. Elle emmène en 1903 le prince Georges de Bavière, à Chemulpo, en Corée, puis au Japon. Elle est surtout dans la baie de Kouy-Tchéou et à l'embouchure du Yang-Tsé (comme en 1908), par la suite. La révolution chinoise de 1911, qui renverse la dynastie des Tsing (aujourd'hui Qing), éclate alors que la canonnière est à Nankin. Elle embarque le 18 octobre 1911 le chef de l'escadre de croiseurs à son bord, pour se diriger vers Hankéou et y débarquer un régiment de marins allemands, qui doit assurer la sécurité des ressortissants allemands demeurant dans la région.

### Première Guerre mondiale

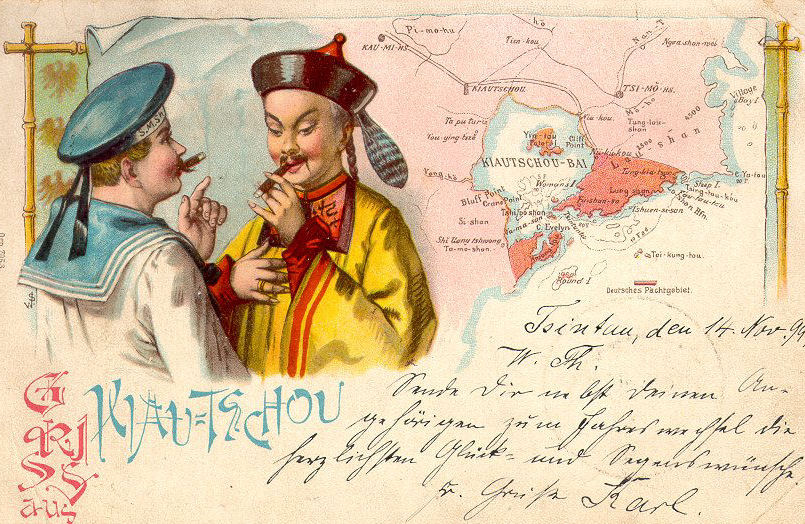
Carte postale de la marine coloniale allemande avec la baie de Kiao-Tchéou et Tsingtao

Le SMS Iltis se trouve à Tsingtao en juillet 1914, et il est mis hors service en août. La Chine pour l'instant est un État neutre (jusqu'en 1917). La canonnière est désarmée et une partie de son équipement est transférée à bord du croiseur auxiliaire SMS Cormoran, ancré à Tsingtao.
Le SMS Iltis est coulé par les Allemands le 18 septembre 1914 dans le port de Tsingtao avant le siège de la ville par les Japonais, ainsi que ses sister-ships, le SMS Luchs et le SMS Tiger, et l'ancienne canonnière SMS Cormoran. La concession de Tsingtao se rend le 7 novembre 1914 et ses habitants sont internés au Japon.